# Newsletter for Birdwatchers
Newsletter for Birdwatchers — індійське періодичне видання з орнітології та спостереженням за птахами, засноване в 1960 році Зафаром Футегаллі, який редагував його до 2003 року. Спочатку його мімеографували та щомісяця розповсюджували серед невеликої кількості передплатників. Це одне з найстаріших періодичних видань, присвячених орнітології в Індії. Характер статей переважно неофіційний і часто схожий на есе. Важливі спостереження часто перепублікували в інших журналах, таких як Journal of Bombay Natural History Society, однак охоплення більш серйозних журналів серед любителів спостереження за птахами в регіоні було обмеженим.
Пізніше він випускався один раз на два місяці в друкованому вигляді. Потім він виходив кожні два місяці англійською мовою з Бенгалуру. Журнал, як і раніше, виходить раз на два місяці. Зараз він відзначає діамантовий ювілей видань. Усі випуски до грудня 2020 року завантажені на його сайті (https://sites.google.com/view/nlbw). 